# HLA-A3

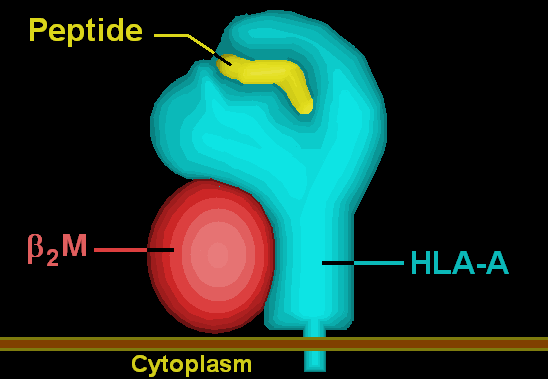

HLA-A3 هو نمط مصلي من مستضد الكريات البيضاء البشرية-أ.